# Philodromus rajani
Philodromus rajani es una especie de araña cangrejo del género Philodromus, familia Philodromidae. Fue descrita científicamente por Gajbe en 2005.

## Distribución
Esta especie se encuentra en India.